# Zapopradzie
Zapopradzie – część miasta Muszyna, położona na lewym brzegu Popradu, w jego zakolu, oraz na stokach Suchej Góry (561 m). Z resztą Muszyny położonej na prawym brzegu Popradu łączy się mostem.  Jest to dawna dzielnica uzdrowiskowa. Obecnie, przy dużym udziale funduszy europejskich poddano ją generalnej renowacji, dostosowując dla potrzeb rekreacji i sportu. Znajduje się tutaj Centrum rekreacji i sportu. Przepływa przez niego potok Podzielne.